# Sümegcsehi
Sümegcsehi là một thị trấn thuộc hạt Zala, Hungary. Thị trấn này có diện tích 17,44 km², dân số năm 2010 là 628 người, mật độ 36 người/km².